# Navikai
Navikai è un piccolo centro abitato del distretto di Ignalina della contea di Utena, nel nord-est della Lituania. Secondo il censimento del 2011, la popolazione ammonta a 124 abitanti. Si trova a sei chilometri a est di Didžiasalis, immediatamente a ridosso del confine con la Bielorussia. L'insediamento è localizzato inoltre sulla riva sinistra del fiume Dysna, ma non si tratta dell'unico specchio d'acqua presente sul posto: vi sono infatti diverse pozze di acqua stagnante a sud.